# Sultan Al-Brake
Sultan Al-Brake (właśc. Sultan Hussain Al-Brake; ar. سلطان حسين البريك; ur. 7 kwietnia 1996) – katarski piłkarz, występujący na pozycji obrońcy w katarskim klubie Al-Duhail SC. 5-krotny reprezentant Kataru. Uczestnik Pucharu Azji 2023 i Mistrzostw Świata U-20 2015.

## Statystyki

### Klubowe
Na podstawie:
| Klub                         | Sezonów | Liga               | Liga  | Liga   | Puchar krajowy | Puchar krajowy | Kontynentalne | Kontynentalne | Suma  | Suma   |
| Klub                         | Sezonów | Liga               | Mecze | Bramki | Mecze          | Bramki         | Mecze         | Bramki        | Mecze | Bramki |
| ---------------------------- | ------- | ------------------ | ----- | ------ | -------------- | -------------- | ------------- | ------------- | ----- | ------ |
| Al-Wakrah SC                 | 1       | Qatar Stars League | 14    | 0      | 0              | 0              | –             | –             | 14    | 0      |
| Cultural y Deportiva Leonesa | 1       | Segunda División B | 16    | 0      | 0              | 0              | –             | –             | 16    | 0      |
| Al-Wakrah SC                 | 7       | Qatar Stars League | 93    | 2      | 12             | 1              | 38            | 0             |       |        |
|                              | Łącznie | Łącznie            | 123   | 2      | 12             | 1              | 38            | 0             | 173   | 3      |

### Reprezentacyjne
Na podstawie:
| Mecze w reprezentacji | Mecze w reprezentacji | Mecze w reprezentacji | Mecze w reprezentacji | Mecze w reprezentacji | Mecze w reprezentacji | Mecze w reprezentacji | Mecze w reprezentacji | Mecze w reprezentacji |
| Lp.                   | Data                  | Miasto                | Przeciwnik            | Wynik                 | Czas                  | Gole                  | Inne                  | Rozgrywki             |
| --------------------- | --------------------- | --------------------- | --------------------- | --------------------- | --------------------- | --------------------- | --------------------- | --------------------- |
| 1.                    | 07.09.2018            | Doha                  | Chiny                 | 1:2 (1:1)             | 89'–90'               |                       |                       | mecz towarzyski       |
| 2.                    | 11.09.2018            | Doha                  | Palestyna             | 3:0 (3:0)             | 72'–90'               |                       |                       | mecz towarzyski       |
| 3.                    | 16.10.2018            | Taszkent              | Uzbekistan            | 0:2 (0:0)             | 1'–90'                |                       |                       | mecz towarzyski       |
| 4.                    | 25.12.2018            | Doha                  | Kirgistan             | 1:0 (0:0)             | 66'–90'               |                       |                       | mecz towarzyski       |
| 5.                    | 13.10.2023            | Bagdad                | Irak                  | 0:0 (k. 5:6)          | 48'–90'               |                       |                       | mecz towarzyski       |

## Sukcesy
Na podstawie:

### Klubowe
Z Al-Duhail SC:
- Mistrz Kataru 2017/18, 2019/20, 2022/23
- Puchar Kataru 2021/22